# Arkhale
Arkhale (en népalais : अर्खले) est un comité de développement villageois du Népal situé dans le district de Gulmi. Au recensement de 2011, il comptait 6 076 habitants.